# 아침의 발견
《아침의 발견》 진시원이 진행하는 부산문화방송 라디오의 시사·정보프로그램이다. 매주 월요일부터 토요일까지, 오전 7시 15분부터 7시 50분까지 방송된다.